# Гопей, Иван Александрович
Гопей Иван Александрович (родился 10 июня 1937, Нова Весь, Польша) — украинский государственный и политический деятель, народный депутат Украины 1-го созыва, председатель исполнительного комитета Полтавского областного Совета народных депутатов.

## Биография
В 1960—1994 гг. — инженер Градижской ремонтно-технической станции, заведующий ремонтной мастерской, главный инженер, управляющий Градижской райсельхозтехникой, главный инженер Глобинской, управляющий Диканской райсельхозтехникой, секретарь Диканьского райкома КПУ, председатель райисполкома в Диканьском районе, председатель областного объединения по производственно-техническому обеспечению сельского хозяйства, секретарь Полтавского обкома КПУ по вопросам сельскохозяйственного производства, советник уполномоченного правительства республики в юго-восточной зоне Республики Афганистан, председатель исполкома Полтавского областного Совета народных депутатов, председатель Полтавского областного Совета народных депутатов.